# Марко (ураган, 2020)
Ураган Марко (англ. Hurricane Marco) 
— перший із двох тропічних циклонів, які загрожували узбережжю Сполучених Штатів протягом трьох днів, а інший Ураган Лаура  тринадцятий тропічний циклон, та третій ураган сезону ураганів Атлантичного океану 2020 року.
Швидкий рух хвилі спочатку гальмував активізацію, але коли хвиля сповільнилася і вступила в більш сприятливе середовище, депресія швидко посилилася в сильну тропічну бурю. Через сильний зсув вітру посилення Марко тимчасово припинилося проте потрапивши в теплі води Мексиканської затоки 23 серпня, Марко ненадовго посилився в ураган, потім швидко ослаб цього вечора через чергове посилення зсуву вітру. Ураган здійснив вихід на берег біля гирла річки Міссісіпі ввечері 24 серпня.
Сильні дощі спричинили підйоми рівня води у річках та затоплення в усьому регіоні. Одна людина загинула в Мексиці через бурю.

## Метеорологічна історія
16 серпня о 00:00 UTC Національний центр ураганів (NHC) розпочав моніторинг тропічної хвилі, що рухається на захід, над можливим розвитком Центральної Атлантики. Отримавши назву Invest 97L, тропічна хвиля швидко рушилп на захід зі швидкістю понад 20 миль/год (32 км/год), що спочатку обмежило її розвиток, проходячи через Навітряні острови та в Карибське море. Система сповільнилася і поступово організувалася на південь від Великих Антильських островів 19 серпня. До 15:00 UTC 20 серпня супутникові знімки показали, що хвиля розробила чітко визначений центр низького рівня, що спонукало NHC призначити її «Тропічною депресією чотирнадцять». На той час система знаходилася на відстані 235 миль (378 км) на схід від кордону Нікарагуа / Гондурас.
Буря продовжувала рухатись на захід у напрямку Гондурасу, перш ніж зробити різкий поворот на північ. Незважаючи на сприятливі умови, спочатку шторм не зміг посилитися, пульсуючим конвекцією навколо погано визначеного центру. Врешті-решт центр бурв став краще визначеним і над ним утворився невеликий, але стійкий скупчення конвекції. Це дозволило посилити депресію, і NHC посилив систему до Тропічного шторму Марко на північному заході Карібського моря в 03:00 UTC 22 серпня. Це була рання 13-та названа буря, зафіксована в басейні Атлантичного океану.
Незабаром після того як штом отримав ім'я Марко продовжував суперечити прогнозам і пішов більш північним курсом. Будучи маленькою системою, Марко зміг швидко зміцнитися, досягнувши початкової пікової інтенсивності в 65 миль/год (105 км/год) і 992 мбар (29,3 дюймів). На відміну від попередніх прогнозів, шлях Марко був зміщений на схід. Посилення зсуву вітру на південно-західному напрямку різко припинило тенденцію посилення, коли Марко рухався біля півострова Юкатан при цьому мінімальний центральний тиск шторму трохи піднімався. Цей період ослаблення виявився нетривалим, оскільки зсув дещо ослаб, коли Марко просунувся у теплі води Мексиканської затоки 23 серпня. Повільне, але стабільне зміцнення відновилось, і дані розвідувального літака Hunter Hunter виявили стійкі вітри при урагані. Згодом оновлення NHC підтвердило, що Марко активізувався в ураган категорії 1 о 16:30 UTC 23 серпня. Потім він досяг своєї пікової інтенсивності о 21:00 UTC з вітрами 75 миль/год (120 км/год) та мінімальним тиском 991 мбар (29,3 дюйма). Це посилення виявилося короткочасним, оскільки зсув вітру на верхньому рівні знову посилився над штормом. Це призвело до того, що Марко ослаб назад до тропічної бурі до 03:00 UTC 24 серпня, і центр обертання змістився від конвекції шторму. Зсув вітру продовжував посилюватися від системи, коли повернувся на захід поблизу берегової лінії Луїзіани, і Марко швидко ослаб до мінімальної сили тропічних штормів до 18:00 UTC. О 23:00 UTC він здійснив вихід на берег біля гирла річки Міссісіпі з вітрами 40 миль/год (65 км/год) та тиском 1 006 мбар (29,7 дюймів рт.ст.). Марко ще більше ослаб і впав до інтенсивності тропічної депресії недалеко від берега Луїзіани поблизу Гранд-Айл.

## Підготовка

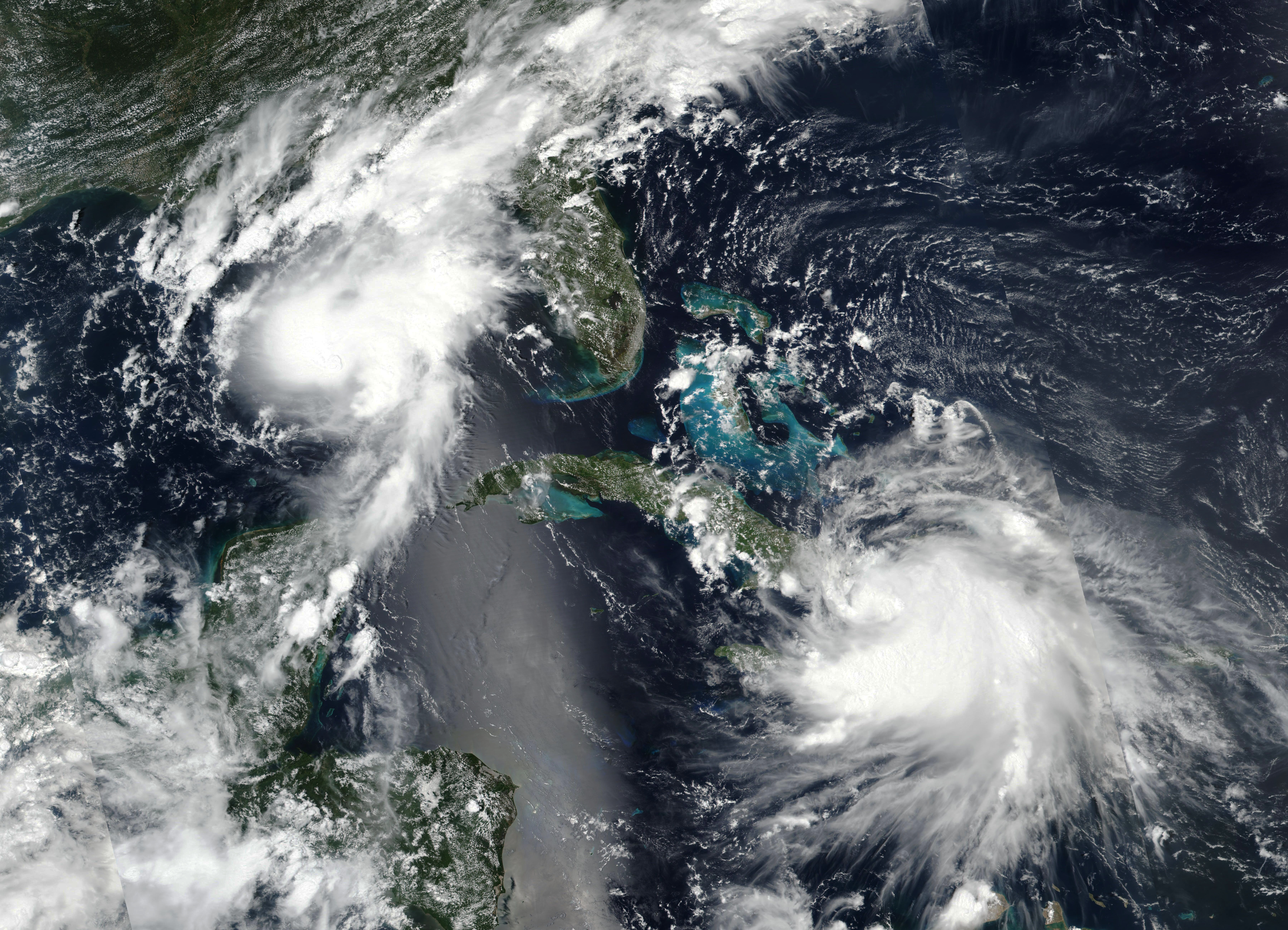
Ураган Марко (ліворуч) і тропічний шторм Лора (праворуч) 23 серпня.

Гондурас випустив попередження про тропічний шторм уздовж його берегової лінії, коли було визначено «Тропічну депресію чотирнадцять». Також для східної сторони півострова Юкатан були видано попередження по наближення шторму, а пізніше попередження про ураган, оскільки вперше прогнозували, що шторм переміститься над півостровом як сильна тропічна буря. Коли Марко перемістився на північ замість північного заходу, урядом Куби було видано попередження про тропічну бурю для провінції Пінар-дель-Ріо та острова Молоді.
Попередження про тропічний шторм, ураган були видані в Луїзіані, штат Міссісіпі, штат Алабама, коли 22 серпня прогнозоване проходження шторму значно змістилася на схід. У Міссісіпі в неділю діє примусовий наказ про евакуацію в пристані Галфпорт і Білоксі та гавані в Лонг-Біч. Усі судна були наказані переїхати на заході сонця 23 серпня. Однак, усі попередження були врешті-решт зменшені та скасовані, коли шторм швидко слабшав, коли наближався до узбережжя. 24 серпня о 20:40 UTC було опубліковано попередження про торнадо для Далекого Південно-Східної Алабами, Флориди Панхандле, Південно-Західної Джорджії та Прибережних Вод.

## Наслідки
За даними Nacional Instituto Meteorológico Nacional Коста-Рики, сильний дощ від непрямих впливів Марко торкнувся частини країни протягом трьох днів. У Санта-Крус, провінція Гуанакасте, накопичення (431 мм) сягали 17,0 дюйма; це було більше ніж удвічі в середньому за 231 мм опадів у серпні — 9,1 дюйма. Район у Санта-Крус і навколо нього повідомляв про затоплення.
У Мексиці штат Чіапас був одним із районів, які найбільше постраждали від Марко. Одна людина загинула в Комітані, і після зсуву в Бохілі солдати VII військового регіону працювали кілька годин, щоб дозволити проїзд транспортних засобів до міста за допомогою працівників цивільного захисту. У деяких муніципалітетах Чіапас, таких як Тапачула, Ескуінтла та Акакоягуа, було затоплено через ріст річок, що надходять із гір.
Проходячи біля півострова Юкатан, Марко приніс сильний дощ у частини провінції Пінар-дель-Ріо на Кубі 23 серпня. У місті Ізабель Рубіо найбільше скупчення склало 97,8 мм (23 мм). Невеликі затоплення відбулися в Мантуї та Сандіно. Під час шторму було знищено кілька дерев.
Через шторм, дощові смуги поширилися на північний схід, до Північної Кароліни, і було видано попередження про смерч на північному сході від міста Панама, штат Флорида. Ще одне попередження про смерч було видано за шторм поблизу Чарлстона, штат Південна Кароліна. Численні спеціальні морські попередження також були винесені через можливі паводки. Сильні опади вздовж узбережжя штату Флорида Панхандл викликали деякі попередження.